# Mancieulles
Mancieulles foi uma antiga comuna francesa na região administrativa de Grande Leste, no departamento de Meurthe-et-Moselle. Estendia-se por uma área de 4,39 km². Em 2010 a comuna tinha 1 719 habitantes (densidade: 391,6 hab./km²).
Em 1 de janeiro de 2017, ela foi inserida no território da nova comuna de Val de Briey.